# Streitkultur

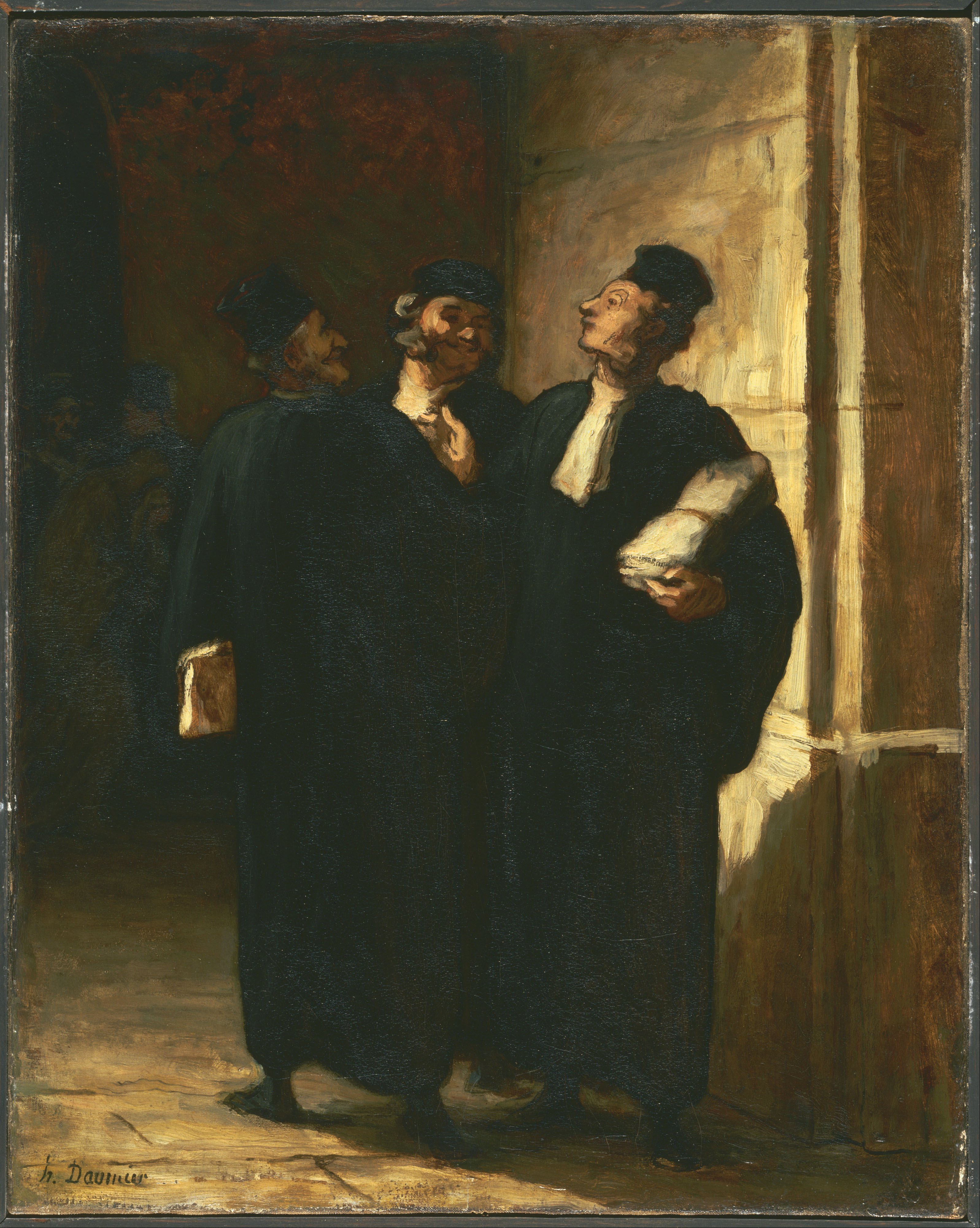
Drei Anwälte im Gespräch, Gemälde von Honoré Daumier

Der Begriff Streitkultur kann unter vielen Aspekten (psychologisch, juristisch, literarisch, soziologisch, philosophisch, theologisch, historisch usw.) definiert werden.
Er wird ähnlich wie der Begriff politische Kultur nicht nur als sozialwissenschaftlicher Terminus verwendet, sondern ist mittlerweile auch alltagssprachlich und politisch besetzt.
Streitkultur zu besitzen bedeutet: mit Worten und Medien den eigenen Standpunkt vertreten zu können, ohne dem Anderen abzusprechen, dass auch er einen abweichenden Standpunkt besitzt und besitzen darf. Streitkultur schließt ferner die Überzeugung ein, dass der Streit grundsätzlich Positives bzw. Bedeutendes hervorbringen kann, da er alte Normen und Fakten in Frage stellt und nach der Möglichkeit von Alternativen Ausschau hält, unabhängig davon, wie nützlich, überholt oder angemessen das Bewährte auch ist.

## Demokratie und Streitkultur
In einer demokratischen Gesellschaft gibt es ein grundlegendes Prinzip: Unterschiedliche Menschen haben unterschiedliche Meinungen. Die parlamentarische Demokratie lebt von der politischen Auseinandersetzung, von gegensätzlichen Interessen und der Suche nach einem Ausgleich zwischen diesen Interessen. In autokratischen Systemen wird der Streit in der Regel als Schwächung der Gemeinschaft bzw. als Abweichung von akzeptierten und stabilisierenden Normen gewertet.
Deshalb wird in der Politik häufiger und vermehrt eine neue Streitkultur eingefordert. In der heutigen Mediengesellschaft werden Diskussion und Debatte jedoch häufig vermieden. Vielfach wird beklagt, dass Erklärungen nur mehr mediengerecht formalisiert aufgesagt werden. „Fairer Streit um die Sache und das Ringen um vernünftige Kompromisse sind in der Demokratie aber unerlässlich“. Demokratie bedarf des Streits, der Streit braucht Streitkultur.
Nach Waldemar Besson und Gotthard Jasper gibt es eine typische deutsche Neigung, den politischen Gegner auszugrenzen und zu verteufeln als ob er außerhalb der Verfassung stünde, was die Defizite unserer Streitkultur deutlich macht. Echte demokratische politische Kultur besteht darin, den mühsamen und zeitraubenden Streit der Meinungen auszuhalten und trotzdem zu gemeinsamer Entscheidung zu finden, gerade in unserer komplizierten Welt.

## Konstruktive Streitkultur
Der Grundsatz einer konstruktiven Streitkultur lautet: Konflikte zwischen Einzelnen und Gruppen sind Normalität. Sie sind die natürliche, ja notwendige Folge eines lebendigen menschlichen Zusammenlebens. Das Problem ist weniger, ob es Konflikte gibt, sondern wie sie ausgetragen werden, d. h. wie die Konfliktpartner miteinander streiten: besonnen-kooperativ oder autoritär-gewalttätig.
Konstruktive Streitkultur heißt, einander offen und fair die Meinung sagen, ohne zu verletzen. Eine konstruktive Streitkultur beinhaltet unter anderem folgende Elemente (Regeln für faires Streiten):
- Streit wird als normales Alltagsphänomen angesehen.
- Streit gilt als etwas grundsätzlich Erlaubtes.
- Streit unterhalb einer bestimmten Eskalationsstufe wird anders behandelt als jenseits dieser Eskalationsstufe.
- Die Austragung des Streits unterliegt intersubjektiv bekannten Fairness-Regeln.
- Alle Streitparteien haben Rechte, z. B. das Recht, den Streit auf später zu verschieben oder sich Zeit zum Nachdenken zu nehmen.
- Streiten ist kein sportlicher Wettbewerb.
- Ein guter Streit endet mit einer Einigung und nicht mit dem Sieg der einen Partei über die andere.
- Nach Beilegung des Streits ist die Beziehung zwischen den Konfliktpartnern nicht nachhaltig gestört.

## Streitkultur lernen

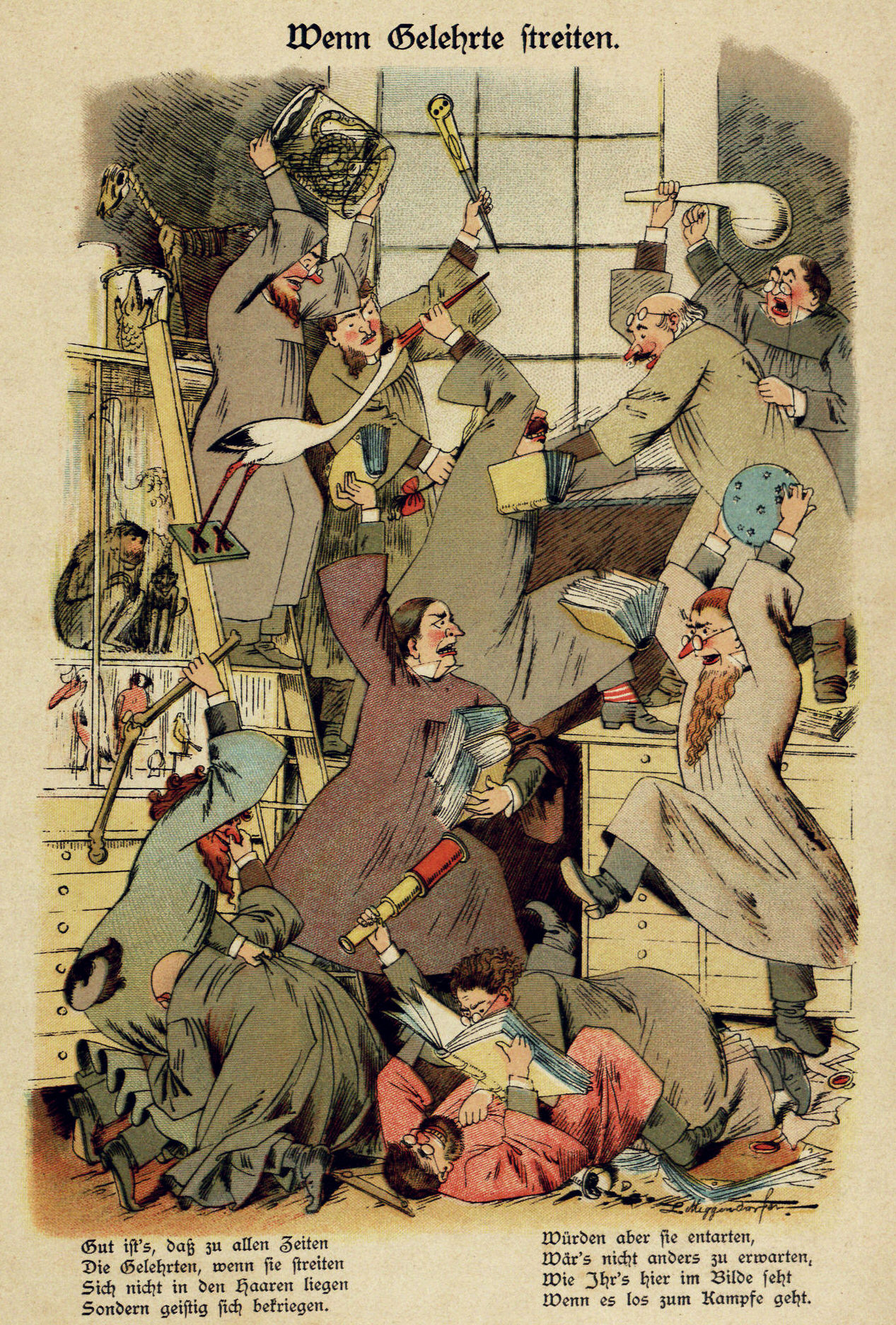
Wenn Gelehrte streiten, Zeichnung von Lothar Meggendorfer

In der Methodik des „Streiten-Lehrens“ haben sich unter anderem folgende Maßnahmen bewährt, die freilich nicht ausnahmslos für alle Situationen passen müssen: 
- Auseinandersetzung mit den Regeln für faires Streiten
- Aufklären über Störungen in der Streitkultur: z. B. über Sündenbock-Rollen, die Bedeutung von Vorurteilen für Gewaltbereitschaft
- Einüben des Perspektivwechsel, d. h. zu lernen, sich in die Gefühle und Ängste des Streitpartners einzufühlen
- Üben, im Streit kreativ Lösungen zu suchen und zu finden, die für alle Beteiligten befriedigend sind
- Vorleben einer akzeptablen Streitkultur
- Konsequenter Widerstand bei unangemessenem Streitverhalten

## Methoden der Eristik
In einer Streitkultur ist es entscheidend, die Methoden der Eristik zu kennen. Zu diesen Methoden gehört die Rabulistik, das heißt die (zweifelhafte) „Kunst“, wortwörtlich „recht zu haben“ bei einer Sache, die inhaltlich unehrlich ist und nicht vertreten werden kann.
Von Arthur Schopenhauer stammt der 1864 postum veröffentlichte Entwurf zu einer Eristische Dialektik, einer Kunstlehre, um in Streitgesprächen Recht zu behalten. Schopenhauers Entwurf enthält eine Liste mit 38 konkreten rhetorischen Strategemen, die er als Kunstgriffe bezeichnet.
Die Unkenntnis der Widerlegung bezeichnet in der philosophischen Terminologie einen logischen Fehler, der darin besteht, dass man in einer Beweisführung eine andere Konklusion beweist als die ursprünglich in Frage stehende. Damit hat man zwar einen gültigen Beweis, aber für eine irrelevante Behauptung.
Bei dem Tu-quoque-Argument überschneiden sich zwei Bereiche; einmal die Richtigkeit eines Verhaltens und dann die der Berechtigung, einem anderen Vorwürfe wegen eines Verhaltens machen zu können.